# Réserve naturelle de Srébarna
La réserve naturelle de Srébarna (en bulgare : Природен резерват Сребърна, transcrit Priroden rezervat Srebarna) est une réserve naturelle situé au nord-est de la Bulgarie (Dobroudja méridionale), près du village éponyme, à 18 km à l'ouest de Silistra et à 2 km au sud du Danube.
Située sur la Via Pontica, une importante route de migration d'oiseaux entre l'Europe et l'Afrique, elle abrite notamment le lac Srébarna.
La réserve comprend 6 km2 de terres protégées ainsi qu'une zone tampon de 5,4 km2. Le lac est peu profond, allant de 1 à 3 m. Il existe un petit musée abritant une collection d'espèces d'animaux empaillées.

## Histoire
Quoique le lac Srébarna fut longtemps étudié par des biologistes étrangers, le premier scientifique bulgare à s'intéresser à la région est Aleksi Petrov, qui visite la réserve en 1911. En 1913 toute la Dobroudja méridionale est incorporée à la Roumanie ; il sera rendu à la Bulgarie en 1940. Petrov résume alors ses études de la région, et plus précisément ses études ornithologiques.
En 1948, le site est déclaré réserve naturelle nationale.
En  1975, la réserve est reconnue en tant que site Ramsar pour l'importance de ses zones humides.
En 1977, région est déclarée réserve de biosphère par l'UNESCO.
En 1983, la réserve est ajoutée à la liste du patrimoine mondial de l'UNESCO.

### Légendes

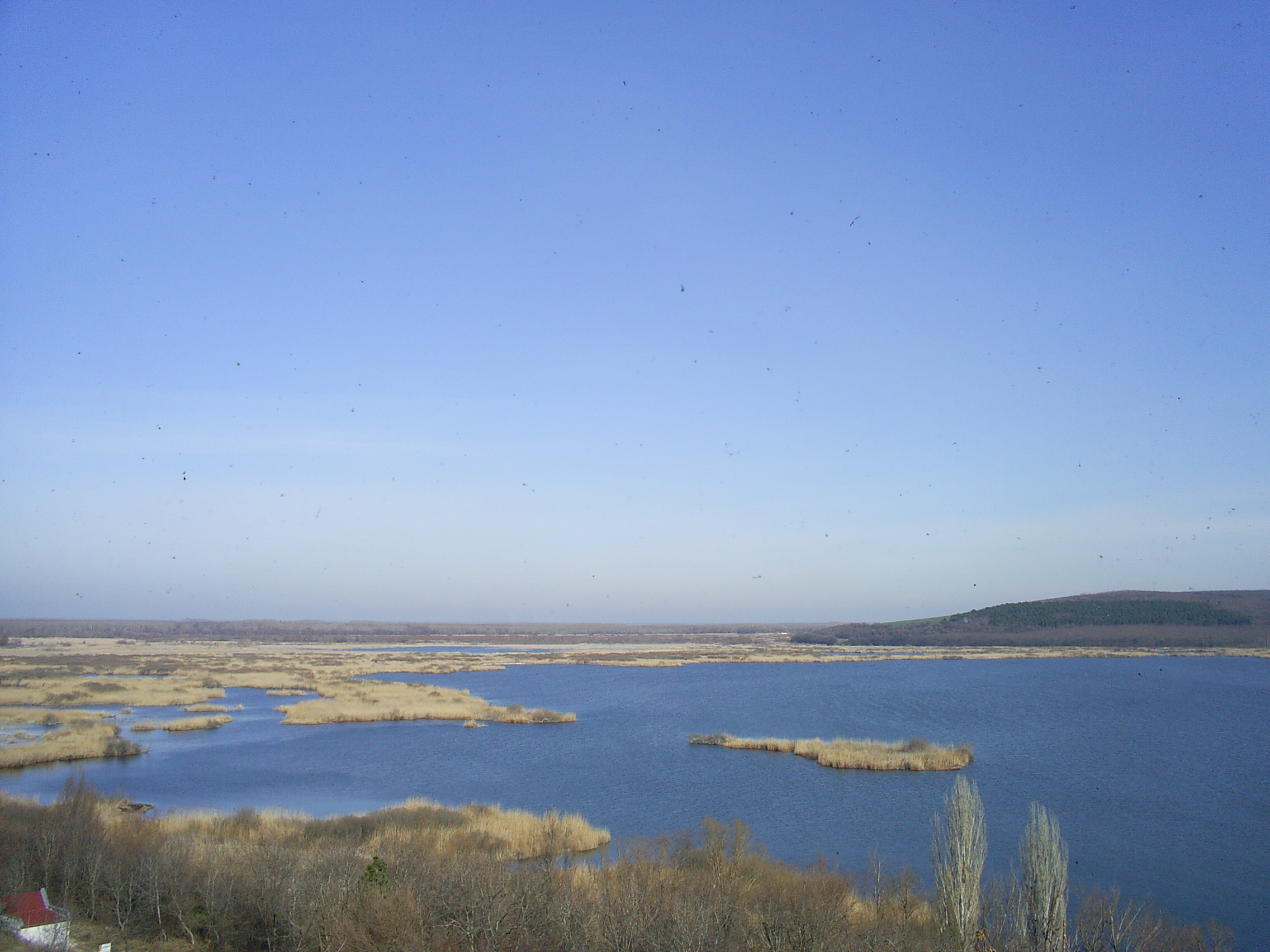
Réserve naturelle de Srébarna

Il y a plusieurs légendes sur l'origine du nom du lac. L'une raconte que c'est en honneur d'un khan nommé Srébiste, tué dans la région pendant une bataille contre les Petchenègues, une autre d'un bateau plein d'argent (srébro en bulgare), et une autre (la plus probable) des reflets de la pleine lune sur le lac la nuit.

## Flore et faune
Il y a plusieurs espèces hydrophytes autour du lac, dont le roseau commun. La réserve abrite 67 espèces de plantes, certaines en danger d'extinction en dehors de Srébarna.
On y trouve également 39 espèces de mammifères, 21 reptile et amphibiens, et 10 espèces de poisson, mais la réserve est surtout célèbre pour les 100 espèces d'oiseaux qui y nichent (sur les 173 observées), dont le Cygne tuberculé, l'Oie cendrée, le Tadorne casarca, plusieurs espèces de canard, l'Ibis falcinelle, la Spatule blanche, le Blongios nain, le Crabier chevelu, le Héron pourpré, la Grande Aigrette, l'Aigrette garzette, le Pélican frisé, le Busard des roseaux, la Gorge-bleue à miroir, des membres de la famille des Paridae. Neuf espèces mondialement menacées fréquentent le site dont quatre s'y reproduisent : le Fuligule nyroca, le Cormoran pygmée, le Pygargue à queue blanche et le Râle des genêts.
Parmi les hivernants, se trouvent l'Oie rieuse, l'Oie cendrée, la Bernache à cou roux et la Grive litorne.